# Lewis Sheldon
Lewis Pendleton Sheldon (ur. 9 czerwca 1874 w Rutland w stanie Vermont, zm. 18 lutego 1960 w Biarritz) – amerykański lekkoatleta, dwukrotny medalista olimpijski z Paryża w 1900.
Studiował na Uniwersytecie Yale. W 1895 i 1896 zdobył akademickie mistrzostwo Stanów Zjednoczonych (IC4A) w skoku w dal. W 1896 został mistrzem Stanów Zjednoczonych (AAU) w all-around (poprzedniku dziesięcioboju).
Na igrzyskach olimpijskich w 1900 w Paryżu startował w czterech konkurencjach. W trójskoku i skoku wzwyż z miejsca zdobył brązowe medale, a w trójskoku z miejsca i skoku w dal z miejsca zajął 4. miejsca.
Od 1906 przebywał w Londynie jako przedstawiciel instytucji finansowych. Później osiadł we Francji, gdzie zmarł.
Jego młodszy brat Richard także był medalistą olimpijskim w lekkiej atletyce na tych samych igrzyskach w 1900.